# Magnetic Island

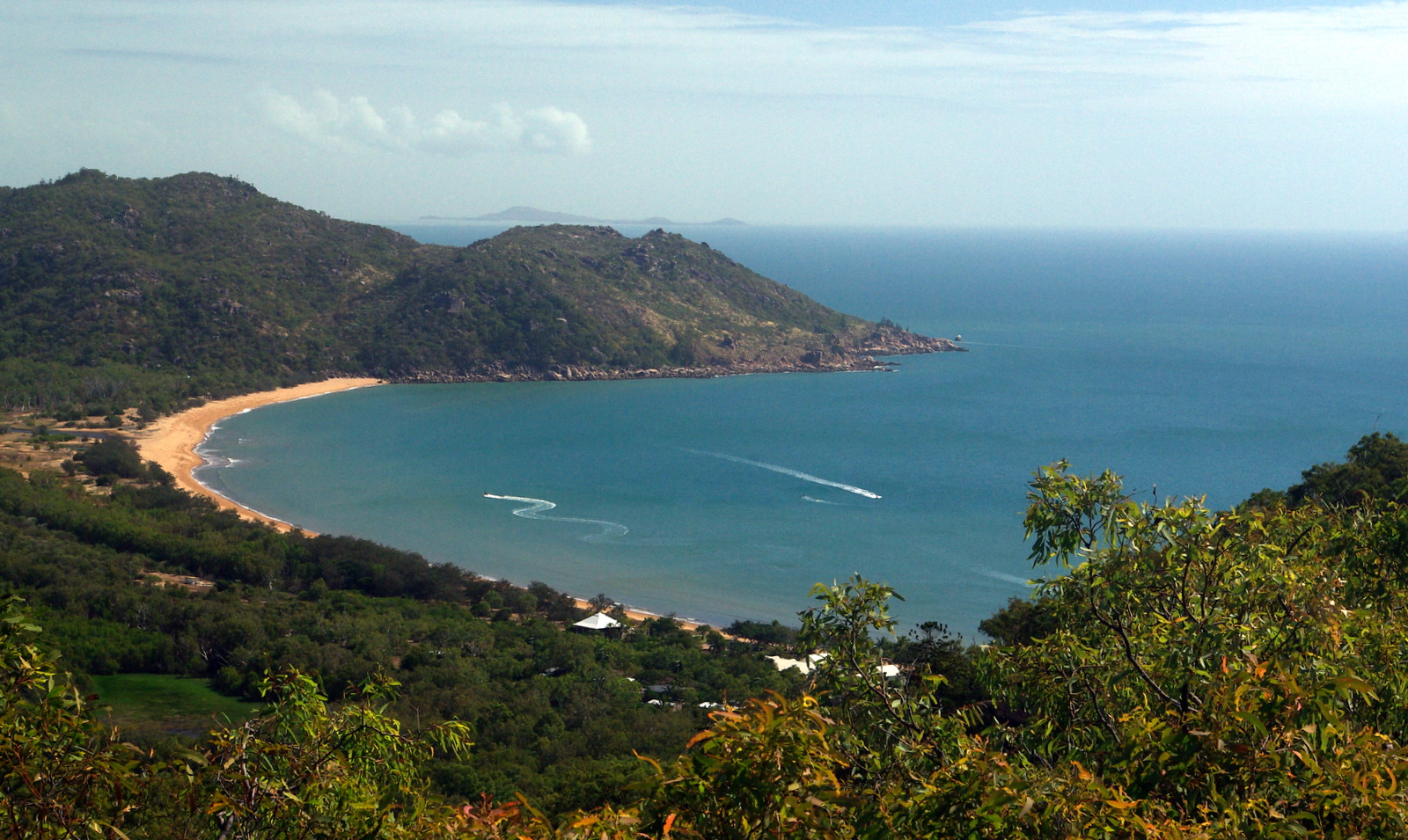
Horseshoe Bay, en av flera större vikar på Magnetic Island.

Magnetic Island är en ö belägen åtta kilometer utanför Townsville i nordöstra Queensland i Australien. Ön är 49 kvadratkilometer stor och har 2 107 bofasta invånare (2006). Ön är nationalpark och ett populärt utflyktsmål. Många av öns invånare pendlar med färja till sina arbetsplatser i Townsville. Det tar ungefär 20 minuter att resa med färja mellan Townsville och Magnetic Island.
Klimatet är av typen torrt tropiskt. Vädret är i allmänhet varmt och soligt året om. Ön är täckt av eukalyptusskog.
Namnet Magnetic Island har ön fått därför att James Cook, som upptäckte ön 1770, felaktigt trodde att järnfyndigheter på ön påverkade hans skeppskompass. Ett 497 meter högt berg på ön, Mount Cook, är uppkallat efter öns upptäckare.